# Columbiformes

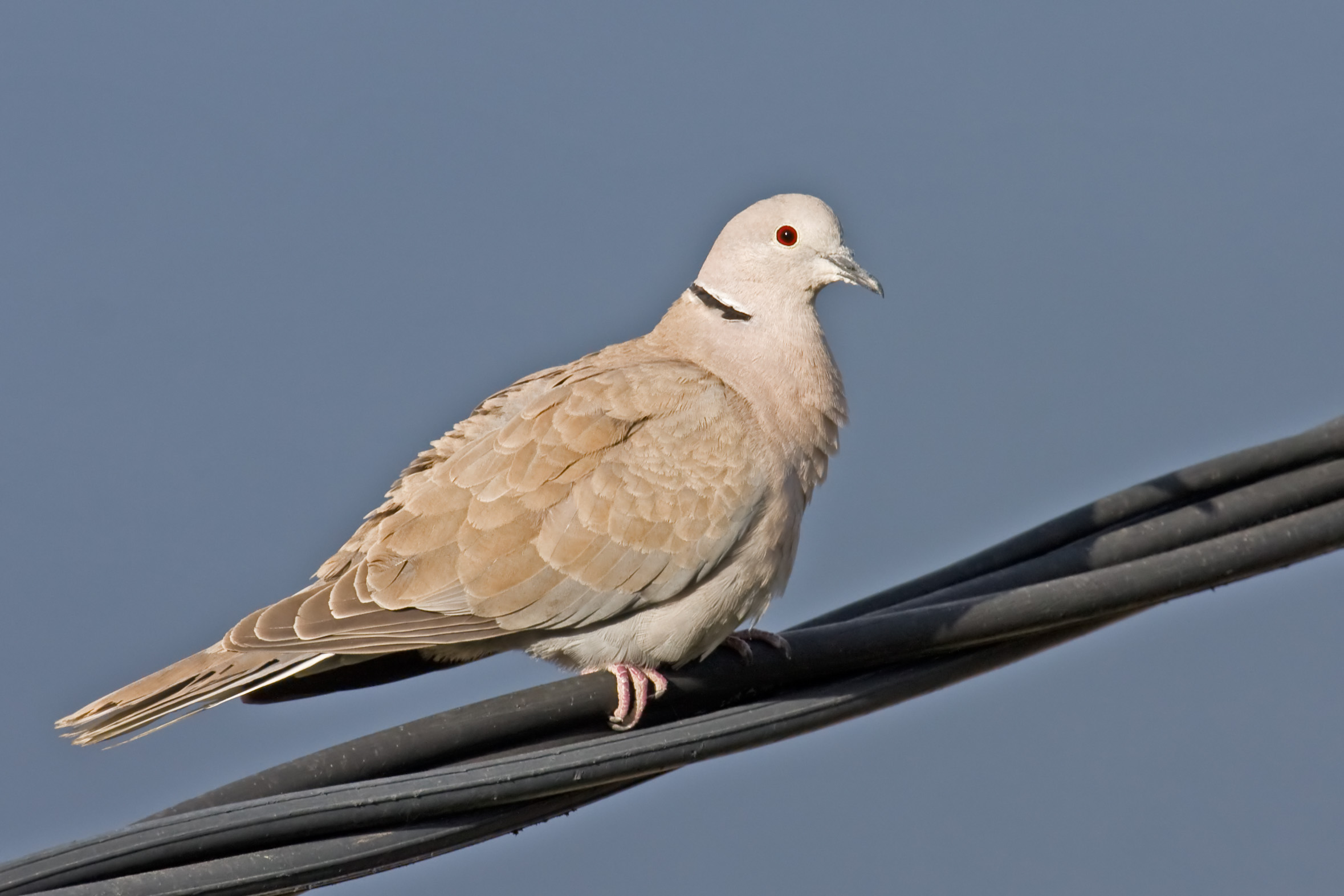
Streptopelia decaocto

Columbiformes  este un ordin taxonomic de păsări care cuprinde familia Columbidae (a porumbeilor) care este familia cu cele mai multe specii, 42 de genuri și peste 310 de specii, răspândite din Asia de Sud, Australia până la cercul polar de nord. În Europa Centrală trăiesc 5 de specii. Ele au corpul bine dezvoltat, un cap mic raportat la corp. În timpul zborului au o mișcare caracteristică spre înainte și înapoi. Cele mai multe specii au penajul de culoare cenușie, sau brună cenușie, excepție fac speciile care consumă fructe, ele au un penaj cu un colorit viu. Porumbeii se hrănesc în special cu semințe vegetale, spre deosebire de alte păsări, ele nu ridică capul când beau ci sorb apa. Cuiburile lor sunt în general construcții simple, în care femela depune de regulă 2 ouă. O altă caracteristică a lor este hrănirea puilor cu o secreție a gușii numită lapte de porumbel. Puii cresc repede, în general după două săptămâni sunt apți de zbor.
Columbiformele fac parte dintr-o singură familie: Columbidae.